# Sandy Moger
Sandy Alexander Moger (100 Mile House, 21 marzo 1969) è un ex hockeista su ghiaccio canadese.

## Carriera
Ha iniziato la sua carriera in patria alla fine degli anni ottanta, per giocare poi, nel corso degli anni novanta, nelle maggiori leghe nordamericane: NHL (Boston Bruins e Los Angeles Kings), AHL (Providence Bruins e Hamilton Canucks), IHL (Houston Aeros).
Negli ultimi anni della sua carriera si è invece trasferito in Europa, dove ha giocato in Finlandia (SM-Liiga con Porin Ässät e HIFK Helsinki), Germania (DEL coi Krefeld Pinguine - con cui ha vinto il titolo - e 2. Liga coi Schwenninger Wild Wings) ed infine Italia (in Serie A con l'HC Val Pusteria).

## Palmarès

### Club
- Campionato tedesco: 1

Krefeld: 2002-2003